# Sandi FC
Der Sandi Football Club ist ein liberianischer Fußballverein. Beheimatet ist der Verein in Kakata. Aktuell spielt der Klub in der zweiten Liga des Landes, der Second Division.

## Stadion
Der Verein trägt seine Heimspiele im Nancy B. Doe Stadium in Kakata aus. Das Stadion hat ein Fassungsvermögen von 9500 Personen.